# Soricidae
Famille
Les Soricidés, ou Soricidae, sont une famille de mammifères insectivores. Le nom vernaculaire des Soricidés est « musaraigne » mais tous les soricidés ne sont pas nommés ainsi en français et quelques musaraignes ne font pas partie de cette famille.
Les musaraignes sont de petits mammifères, dont l'apparence est celle d'une souris à long museau, mais elles ne sont pas apparentées aux souris, ni même aux rongeurs : elles appartiennent à l'ordre des insectivoras. En fait, elles sont beaucoup plus proches des hérissons et des taupes que des souris. Elles ne doivent pas non plus être confondues avec les Tupaiidae (parfois nommées musaraignes arboricoles), qui constituent un ordre particulier, les scandentiens, sans rapport avec elles.
Le nom de la famille provient du mot latin soricium, soit "musaraigne". Par contre, à cause du mauvais usage du terme de ce qui était une sorie ("souris" en ancien français), la désignation s'est élargie au fil des années dans la langue française et couvre maintenant un spectre thématique beaucoup plus vaste. Cependant, le terme "souris de terre" peut encore être entendu aujourd'hui pour désigner les musaraignes.

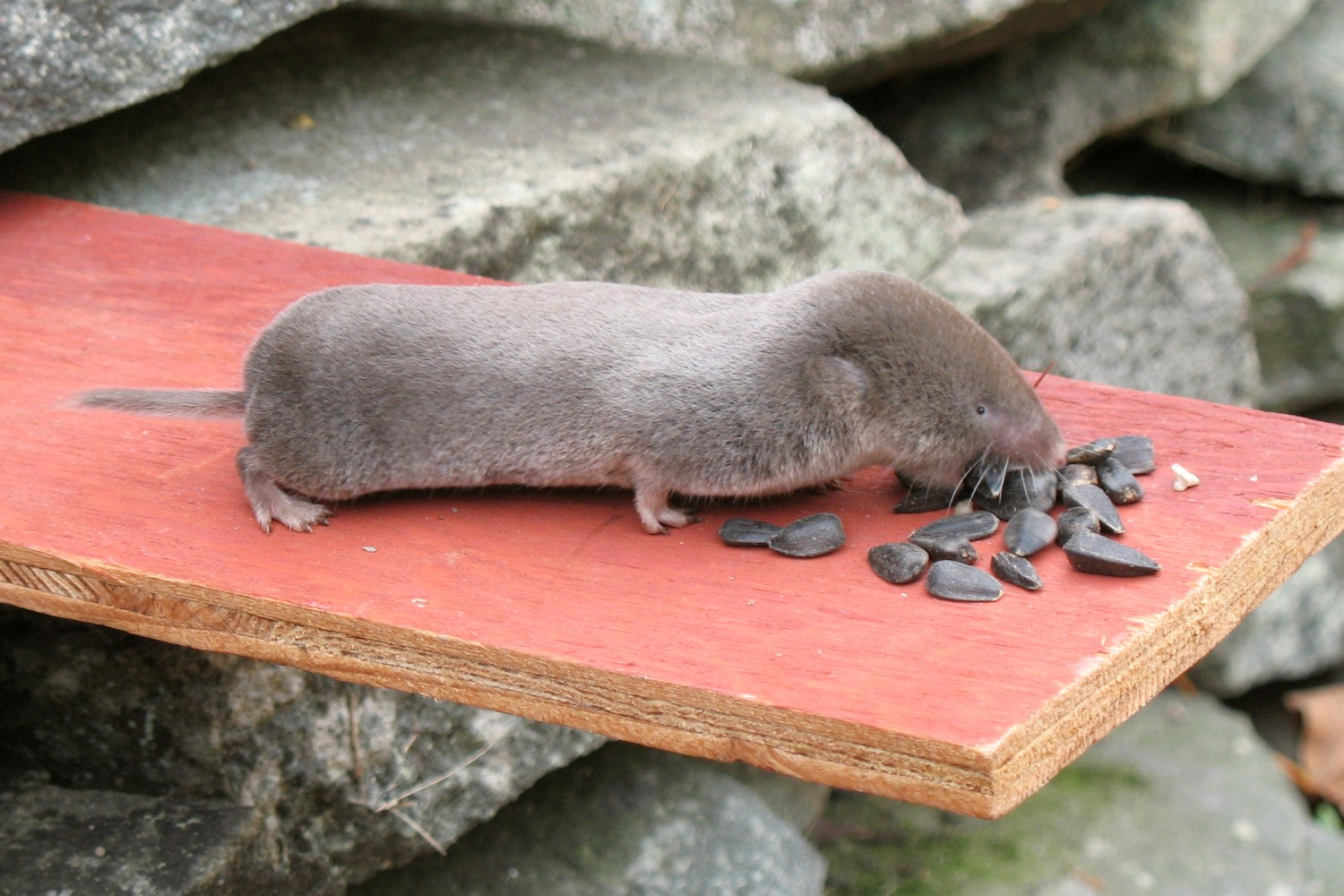
Grande musaraigne (Blarina brevicauda), musaraigne à queue courte, mesurant un peu plus de 10 cm. C'est l'une des rares musaraignes qui sécrète une toxine (soricidine) qui rend sa salive et sa morsure paralysantes pour de petits animaux. Ceci lui permet de chasser de jour des proies beaucoup plus grosses (souris, oisillons) qu'elle peut manger la nuit ou les jours suivants. Cette espèce nord-américaine est aussi suspectée d'être nécrophage.

## Sous-familles & classification des soricidés
Avec 368 espèces de musaraignes, il s'agit de la plus vaste famille d'insectivores. Elles sont réparties en 26 genres, eux-mêmes groupés en trois sous-familles existant actuellement : Crocidurinae (les musaraignes à dents blanches), Myosoricinae (les musaraignes à dents rouges africaines) et Soricinae (les musaraignes à dents rouges). En plus, la famille contient les sous-familles éteintes Limnoecinae, Crocidosoricinae, Allosoricinae et Heterosoricinae (bien que les Heterosoricinae soient la plupart du temps considérés comme formant une famille séparée).

Du point de vue de la diversité des espèces, la famille des musaraignes est la quatrième chez les mammifères, dépassée seulement par les familles des Muridae et des Cricetidae, qui font partie des rongeurs (Muroidea), et la famille des Vespertilionidae chez les chauves-souris.

### Classification des Soricidés
Selon Mammal Species of the World (version 3, 2005)  (22 mai 2016) :
- sous-famille des Crocidurinae Milne-Edwards, 1872 - des musaraignes, crocidures ou pachyures[2]
  - genre Crocidura Wagler, 1832 - crocidures et musaraignes[2]
  - genre Diplomesodon Brandt, 1852 (monospécifique)
  - genre Feroculus Kelaart, 1852 (monospécifique)
  - genre Paracrocidura Heim de Balsac, 1956
  - genre Ruwenzorisorex Hutterer, 1986 (monospécifique)
  - genre Scutisorex Thomas, 1913
  - genre Solisorex Thomas, 1924 (monospécifique)
  - genre Suncus Ehrenberg, 1832 - crocidures, pachyures et musaraignes[2]
  - genre Sylvisorex Thomas, 1904
- sous-famille des Myosoricinae Kretzoi, 1965
  - Congosorex Heim de Balsac et Lamotte, 1956
  - Myosorex Gray, 1838
  - Surdisorex Thomas, 1906
- sous-famille des Soricinae G. Fischer, 1814
  - tribu des Anourosoricini
    - Anourosorex Milne-Edwards, 1872

  - tribu des Blarinellini
    - Blarinella Thomas, 1911

  - tribu des Blarinini
    - Blarina Gray, 1838 — Musaraignes d'Amérique dont la Grande musaraigne[2]
    - Cryptotis Pomel, 1848 - Petites musaraignes à queue courte[2]

  - tribu des Nectogalini Anderson, 1879
    - Chimarrogale Anderson, 1877 - Chimarogales[2]
    - Chodsigoa
    - Episoriculus
    - Nectogale Milne-Edwards, 1870 - Nectogales[2]
    - Neomys Kaup, 1829 — musaraignes aquatiques
    - Nesiotites
    - Soriculus Blyth, 1854

  - tribu des Notiosoricini
    - Megasorex Hibbard, 1950 - Grandes musaraignes du désert[2]
    - Notiosorex Coues, 1877 — Musaraignes du désert[2]

  - tribu des Soricini Fischer von Waldheim, 1814
    - Sorex Linnaeus, 1758 — la majorité des musaraignes

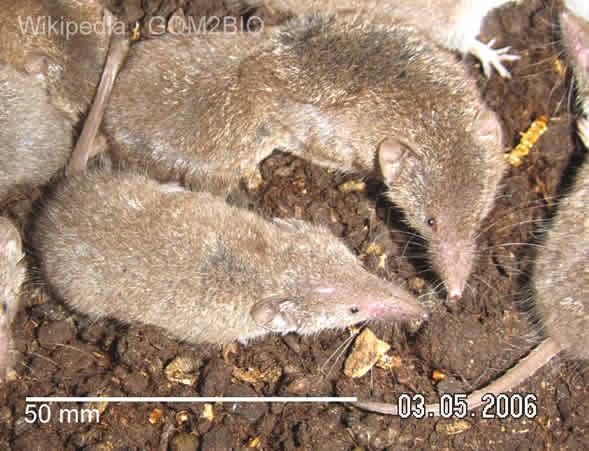
Crocidura russula

## Biologie

### Quelques caractéristiques morphologiques et physiologiques
Parmi les caractéristiques de la musaraigne on note :
- des yeux très petits et une vue réputée mauvaise, compensée par son odorat et des vibrisses très sensibles ;
- un petit cri très aigu ;
- une odeur très forte (peut-être accompagnée d'un goût repoussant, et peut-être uniquement lorsqu'elle est stressée) est réputée la protéger de certains prédateurs carnivores (et notamment des chats qui la chassent volontiers, mais ne la mangent pas), mais pas des oiseaux dont le sens olfactif est jugé faible (chouettes, rapaces) et qui la consomment abondamment ;
- des pattes à cinq orteils griffus, les rongeurs n'en ayant que quatre pour les pattes antérieures.
- une capacité d'écholocation chez quelques espèces qui comme les chauves-souris et les odontocètes en bénéficient pour la chasse et la vie nocturne ;
- un métabolisme inhabituellement élevé pour un mammifère (jusqu'à 1400 battements cardiaques par minute chez Suncus etruscus), ce qui l'oblige à se nourrir presque constamment quand elle ne dort pas. Cependant, elle peut connaître des phases de torpeur lui permettant d'économiser son énergie par réduction du métabolisme[6];
- absence d'os zygomatique ;
- un cerveau atteignant presque 10 % de la masse corporelle de l'animal (proportion relativement élevée) ;
- un pénis (5 millimètres) qui serait le plus petit parmi les vertébrés ;
- une denture composée de dents pointues en rangée continue (pas d'espace vide entre incisives et molaires comme chez la souris), et définitivement en place à la naissance (pas de dents de lait) ;
- Il a été mis en évidence que Blarina brevicauda, une espèce américaine, sécrète dans la bouche (glandes submaxillaires et sublinguales) une toxine (la toxine blarinique BLTX) qui rend leur salive et leur morsure venimeuse. L'effet de cette toxine a été constatée sur des souris comme provoquant des troubles respiratoires, des convulsions et une paralysie entraînant la mort. Elle n'est pas létale pour l'homme chez qui son effet se réduit, selon les témoignages, à des sensations de brûlures et une inflammation autour de la morsure[7].
La morsure venimeuse est très rare chez les mammifères (les quelques autres mammifères venimeux connus sont l'ornithorynque (qui possède un aiguillon sur les pattes postérieures), le solenodon et le loris grêle). La BLTX aurait une action semblable à la kallikréine, c'est-à-dire provoquant une vasodilatation[7].

Leur espérance de vie moyenne serait d'un à deux ans dans la nature, et de quatre ans au plus en captivité. Au cours de leur existence les musaraignes muent plusieurs fois : quand le juvénile devient reproducteur, au printemps, à l'automne et une dernière appelée mue de sénescence.
Toutes les musaraignes sont petites, la plupart ne dépassant pas la taille d'une souris, ce qui les classe parmi les micro-mammifères.

L'espèce la plus grande est Suncus murinus, qui vit en Asie tropicale, elle mesure environ 15 centimètres de long et pèse à peu près 100 grammes.

Plusieurs sont très petites, notamment le pachyure étrusque (Suncus etruscus) qui, avec ses 3,5 centimètres et ses 2 grammes, est un des plus petits mammifères actuels.

### Comportement
Les musaraignes sont terrestres et se nourrissent essentiellement d'insectes, d'arachnides, de mollusques et de vers qu'elles trouvent dans la litière et sous les végétations épaisses, mais certaines chassent dans les arbres, sous le sol ou sous l'eau et le long des berges. Les espèces venimeuses chassent parfois des proies plus grosses.

Parmi les comportements animaux remarquables, la femelle musaraigne présente un comportement de fuite nommé « caravane ». Lors de la caravane, l'un des petits du nid saisit entre ses mâchoires la base de la queue de la mère et chaque petit qui le suit fait de même avec celui qui le précède. Ainsi, la femelle peut entraîner, à la queue leu leu, tous ses rejetons en fuyant.
Bien que certaines soient dites « aquatiques » (en réalité palustres), la majorité des 368 espèces de musaraignes sont terrestres.

### Reproduction
Les musaraignes mettent bas une ou plusieurs fois dans l'année, après un temps de gestation de trois à quatre semaines ; elles ont jusqu'à dix petits qui naissent sans poils et aveugles. Lorsqu'elles sont en danger et seulement à partir de deux semaines après la naissance des petits (chez C. russula), on peut observer un comportement  de fuite très spécifique du genre appelé « caravane » (cf. comportement). Le sevrage se produit le plus souvent dans un délai de deux à quatre semaines et la maturité sexuelle survient dès deux à trois mois.

### Aires de répartition
Les musaraignes ont colonisé de nombreux habitats : parmi les terres émergées tempérées importantes, seules la Nouvelle-Guinée, l'Australie et la Nouvelle-Zélande n'ont aucune musaraigne indigène ; l'Amérique du Sud n'en a que dans la partie tropicale de l'extrême Nord. 

En Europe elles ont investi de nombreux milieux : des côtes jusqu'à 2 000 m d'altitude dans les Alpes et aussi en eaux douces peu profondes pour quelques espèces.
Elles semblent apprécier une certaine humidité, ou les terrains rocailleux à la végétation abondante. On les trouve dans les forêts à feuilles caduques, sur les limites de parcelles et les bords des mares, les bords des chemins et fossés, les pâturages fauchés etc. et jusque dans les greniers. Les espèces aquatiques ont un territoire écotonial, vivant exclusivement à proximité des berges, sur quelques mètres carrés seulement quand elles vivent en bord de rivière.

### Niches écologiques & «rôle»
Toutes les musaraignes européennes sont surtout insectivores, parfois un peu plus largement carnivores.

À leur échelle, ces micro-mammifères sont de très efficaces carnassiers, souvent considérés comme auxiliaires utiles de l'agriculture et du jardinage, en raison de la chasse presque incessante qu'ils font aux insectes qui vivent au sol et à leurs larves, dont une grande partie sont considérés comme « ennemis des cultures » et des forêts quand ils pullulent. Les musaraignes dévorent toute l'année une quantité très importante d'insectes (leur propre poids en nourriture par jour), à des endroits peu accessibles à d'autres mammifères insectivores et aux oiseaux : sous la neige, dans les abattis d'arbres et entrelacs de branches et de racines, dans les terrains pierreux, les couches épaisses de feuilles, les trous profonds etc., et sous l'eau pour la Musaraigne aquatique comme Neomys fodiens. Cette dernière chasse des larves d'insectes et de poissons soit en nageant, soit en marchant sur le fond de l'eau.

Elles n'ont pas coutume de creuser des terriers et investissent plutôt des anfractuosités naturelles (dans les murets, sous les racines d'arbres, dans des bottes de paille…) ou des galeries d'autres animaux. Conformément à ce mode de vie, elles ont des comportements fouisseurs et évitent de se déplacer dans des espaces découverts. C'est d'ailleurs pour cela qu'elles sont difficiles à observer dans leur milieu naturel.
Une vidéo amateur prise dans le Worcesteshire a permis d'avoir une preuve que le régime de certaines musaraignes n'est pas strictement carnivore. En effet, cette vidéo montre une musaraigne commune (l'espèce reste à déterminer) mangeant des graines provenant d'un sac de nourriture pour les oiseaux sauvages. L'article précise que la firme commercialisant ces graines dit ne pas avoir ajouté au mélange de graines un produit pour attirer les animaux. Bien que la musaraigne ait été formellement identifiée par un membre de la « Vincent Wildlife Trust », ce comportement granivore doit être considéré comme exceptionnel faute d'autre preuve.

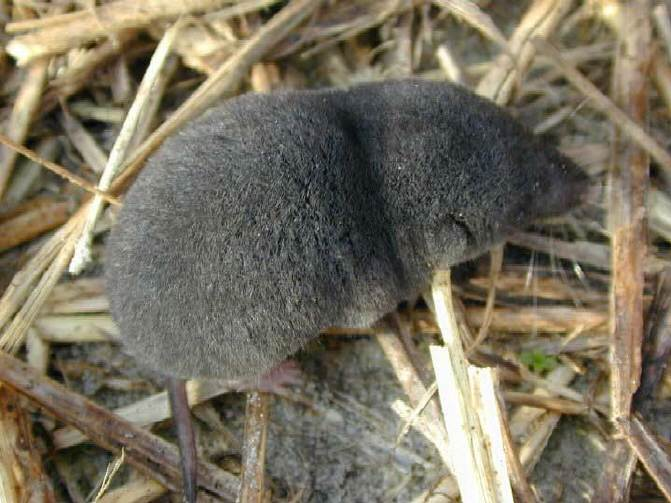
Blarina brevicauda
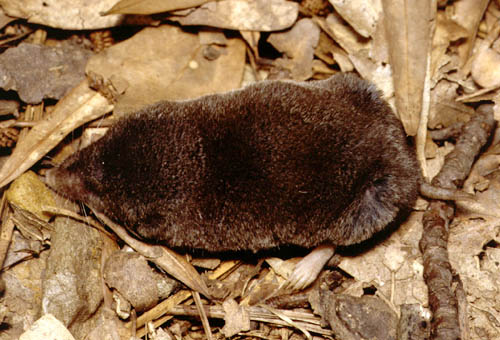
Blarina carolinensis
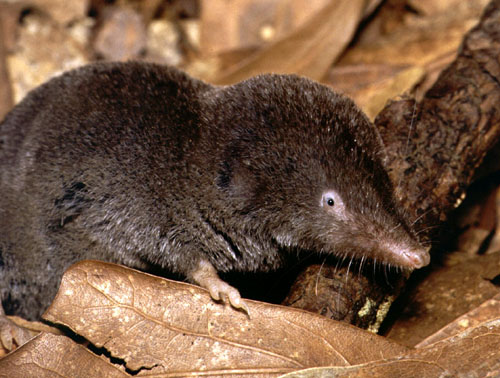
Blarina carolinensis
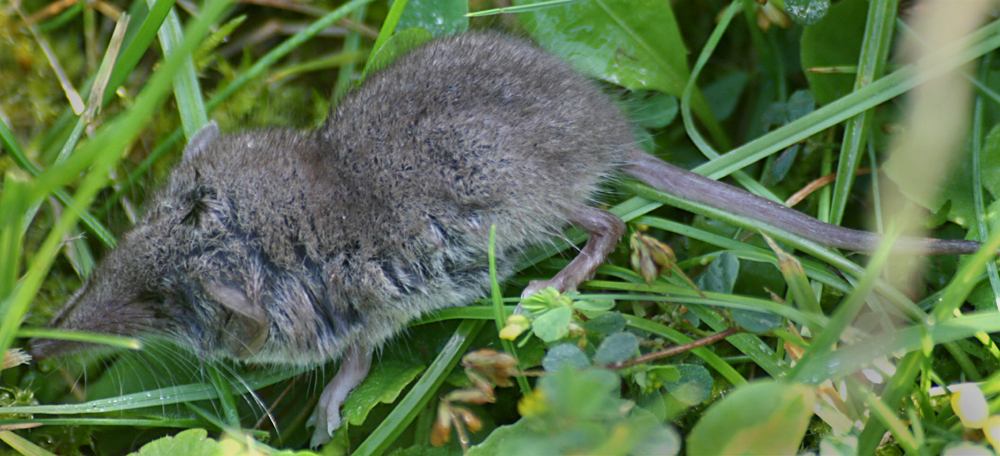
Sa petite taille lui permet de se faufiler dans l'herbe